# Cinnamomum philippinense
Cinnamomum philippinense är en lagerväxtart som först beskrevs av Elmer Drew Merrill, och fick sitt nu gällande namn av C.E. Chang. Cinnamomum philippinense ingår i släktet Cinnamomum och familjen lagerväxter. Inga underarter finns listade i Catalogue of Life.